# Sepsis mwanzaensis
Sepsis mwanzaensis är en tvåvingeart som beskrevs av Vanschuytbroeck 1963. Sepsis mwanzaensis ingår i släktet Sepsis och familjen svängflugor. Inga underarter finns listade i Catalogue of Life.